# 德龙烟铁路
德龙烟铁路是中国山东省境内德大铁路、大莱龙铁路和龙烟铁路的统称。铁路从山东省西北部的德州市始发，贯通了鲁北地区的滨州市、东营市和潍坊市北部，至山东省东北部的烟台市。线路全长548公里，设计时速每小时160公里。
德大铁路全长290公里，自德州市的京沪铁路黄河涯站引出，东至潍坊市北部的大家洼站与大莱龙铁路相接，于2010年5月动工，2014年8月11日8时8分正式铺通，2015年9月28日通车。
大莱龙铁路全长175公里，西起潍坊大家洼车站，向东经海化、寿光、寒亭、昌邑、平度、莱州、招远至龙口，共设10个中间站，工程建设概算总投资11.42亿元，2005年6月28日正式投入运营。
龙烟铁路全长123公里，西起大莱龙铁路龙口西站，终至蓝烟铁路珠玑站，为国家一级标准，工程投资总额约为28亿元，2013年11月开工建设，2017年10月份工程竣工，2017年12月28日正式通车运营。